# Edmond Simeoni
Pour les articles homonymes, voir Simeoni.
Edmond Simeoni est un  homme politique français, né le 6 août 1934 à Corte en Corse et mort le 14 décembre 2018 à Ajaccio.
Il est souvent considéré comme le père du nationalisme corse moderne.

## Biographie
Fils de Ferdinand Simeoni, maire de Lozzi, Edmond Simeoni passe son enfance dans le centre de l'île, à Francardu (commune d’Omessa). Il fait ses études secondaires au lycée de Bastia. 
Médecin il se spécialise en gastro-entérologie et s'installe à Bastia en 1965.
Il fonde notamment en juillet 1970 l'Action régionaliste corse (ARC), rebaptisée en 1973 Azzione per a rinascita di a Corsica en français : « Action pour la renaissance de la Corse ». En 1973 également, il manifeste contre le déversement des boues rouges en Méditerranée.
Pacifiste mais déterminé, Edmond Simeoni voue son existence à la Corse. Il est considéré comme l'un des « pères » du nationalisme corse, avec ses frères Max et Roland Simeoni. Il milite pour l'autonomie de la Corse et non pour son indépendance, qu'il estime non viable économiquement en raison notamment de la faiblesse de la population.
Il condamne la violence, jugeant qu'elle est une voie sans issue. Il dirige pourtant, près d'Aléria, le 21 août 1975, la première action violente et spectaculaire de la mouvance autonomiste. À la tête de douze hommes armés de fusils de chasse, il occupe une cave viticole appartenant à un important chef d'entreprise d'origine pied-noire, pour protester contre une escroquerie qui menace de ruiner des centaines de petits viticulteurs (condamnation le 19 novembre 1975 de Depeille, Siegel, Junqua, Cuaz frères, ainsi que celle du groupe Covirep pour infraction sur les lois sur la société et banqueroute). L'assaut donné deux jours plus tard par la gendarmerie (1 200 hommes officiellement), renforcée par des véhicules blindés légers, sur les ordres du ministre de l'Intérieur Michel Poniatowski, approuvé par le Premier ministre Jacques Chirac, fait deux morts parmi les gendarmes (Jean-Yves Giraud 20 ans et Michel Hugel 36 ans) et un blessé dans la cave. C'est la première action violente et spectaculaire de la mouvance autonomiste.
En 1977, il crée l’Union du peuple corse qui est un mouvement autonomiste. En 1981, son mouvement se présente aux élections à l'Assemblée de Corse et obtient six sièges de conseillers territoriaux. En 1983, Edmond Simeoni est élu conseiller municipal de Bastia, mais il a un premier accident de santé, un infarctus, qui l'oblige à subir un pontage coronarien. En 1987, il participe à la création du collectif anti-raciste « Ava Basta ».
En 1992, son mouvement obtient huit sièges de conseillers territoriaux à l'assemblée de Corse, mais Edmond Simeoni démissionne pour désaccord avec la politique du Front de libération nationale corse (FLNC).
Aux élections territoriales de 2004, il est tête de liste « Unione Naziunale », qui obtient 17,34 % des suffrages et huit sièges.
La même année, il crée l'association « Corsica Diaspora et Amis de la Corse ».
Trois ans plus tard en 2007, avec la Maison de la Corse, il participe activement au bicentenaire de la mort de Pasquale Paoli. Il est aussi reçu à Paris par le Grand Orient de France (GODF) pour un débat sur l'avenir de la Corse.
Edmond Simeoni est le président du comité de soutien à Yvan Colonna.
En 2009, il anime avec l'Institut Régional du Cinéma et de l'Audiovisuel (IRCA) le centenaire Danielle Casanova et crée, toujours avec l'IRCA, la Journée mondiale de la Corse, en 2010. Cette même année; il assure la coordination avec le cinéaste Magà Ettori du Forum citoyen mondial sous l'égide de l'Unesco
En juin 2011, dans le cadre des Journées internationales de Corte, Edmond Simeoni prononce à la tribune de Corsica Libera un discours intitulé « Solution politique et alternative nationaliste », renouant ainsi l'alliance politique avec l'aile radicale du nationalisme corse. Des relations, savamment entretenues pendant quatre ans, ont permis à Gilles Simeoni d'être élu en 2015 président du Conseil exécutif de l'assemblée de Corse, grâce à la fusion de sa liste avec celle du nationaliste Jean-Guy Talamoni : ce dernier est élu président de l'assemblée de Corse. À cette occasion, Edmond Simeoni tient un discours enflammé en langue corse, debout sur un véhicule, au milieu de plusieurs centaines de militants, retraçant le parcours du nationalisme depuis cinquante ans, les dérives des clans et de l'État.
Edmond Simeoni décède le 14 décembre 2018, ses obsèques sont célébrées le 17 dans son village de Lozzi par l'èvêque d'Ajaccio. Autour du cercueil résonnent les voix polyphoniques de A Filetta, Petru Guelfucci, Jean-Paul Poletti.

## Vie privée
À 20 ans pendant ses études de médecine à Marseille, il rencontre Lucie Billaudelle, Corse d'adoption, d'origine juive alsacienne et polonaise, qu'il épouse. Ils ont ensuite deux enfants — Marc et Gilles Simeoni.
Son fils Gilles, président du conseil exécutif de Corse depuis 2015 et maire de Bastia de 2014 à 2016, a été l’un des quatre avocats qui ont défendu Yvan Colonna lors du procès de l'assassinat du préfet Claude Érignac.

## Résumé de son parcours
(février 2012).
- 1953 : études de médecine à Marseille (gastro-entérologie)
- 1960 : création de l’Association des étudiants corses à Marseille pour protester contre le scandale des expérimentations nucléaires en Corse à l’Argentella (Calvi)
- 1965 : installation comme médecin à Bastia
- 1967 : participe à la création de l’Action régionaliste corse (ARC)
- 1973 : manifestation contre le déversement des boues rouges en Méditerranée.
- 1975 : événements d'Aleria qui entrainent la mort des deux gendarmes, Michel Huguel et Jean-Yves Giraud
- 1977 : création de l’Union du peuple corse (mouvement autonomiste)
- 1981 : élection à l’Assemblée de Corse - 6 élus
- 1983 ; élection conseiller municipal de Bastia ; 1er infarctus avec pontage
- 1987 : participation à la création du Collectif anti-raciste Ava Basta
- 1992 : élection à l’Assemblée de Corse : 8 élus
- 1992 : démission de l’Assemblée de Corse pour désaccord avec la politique du FLNC
- 2003 : élection à l’Assemblée de Corse avec le groupe Unione Naziunale - 8 élus
- 2004 : création de Corsica diaspora et amis de la Corse
- 2007 : participation active avec la Maison de la Corse  au bicentenaire Pasquale Paoli
- 2007 : reçu à Cadet (GODF) pour un débat sur ‘’l'avenir de la Corse'’
- 2009 : animation avec l'IRCA  du centenaire de Danielle Casanova
- 2010 : création avec l'IRCA de la Journée mondiale de la Corse
- 2010 : coordination avec le cinéaste Magà Ettori du Forum citoyen mondial sous l'égide de l'Unesco[9]
- 2011 : prise de position pour Yvan Colonna dans le cadre du procès du berger corse[10]
- 2011 : milite activement pour Femu a Corsica[11]
- 2011 : à l'initiative d'Edmond Simeoni, une alliance politique est conclue en juin 2011 entre Femu a Corsica et Corsica Libera[12]
- 2012 : Edmond Simeoni lance un appel pour sauver les arrêtés Miot[13].

## Corsica Diaspora

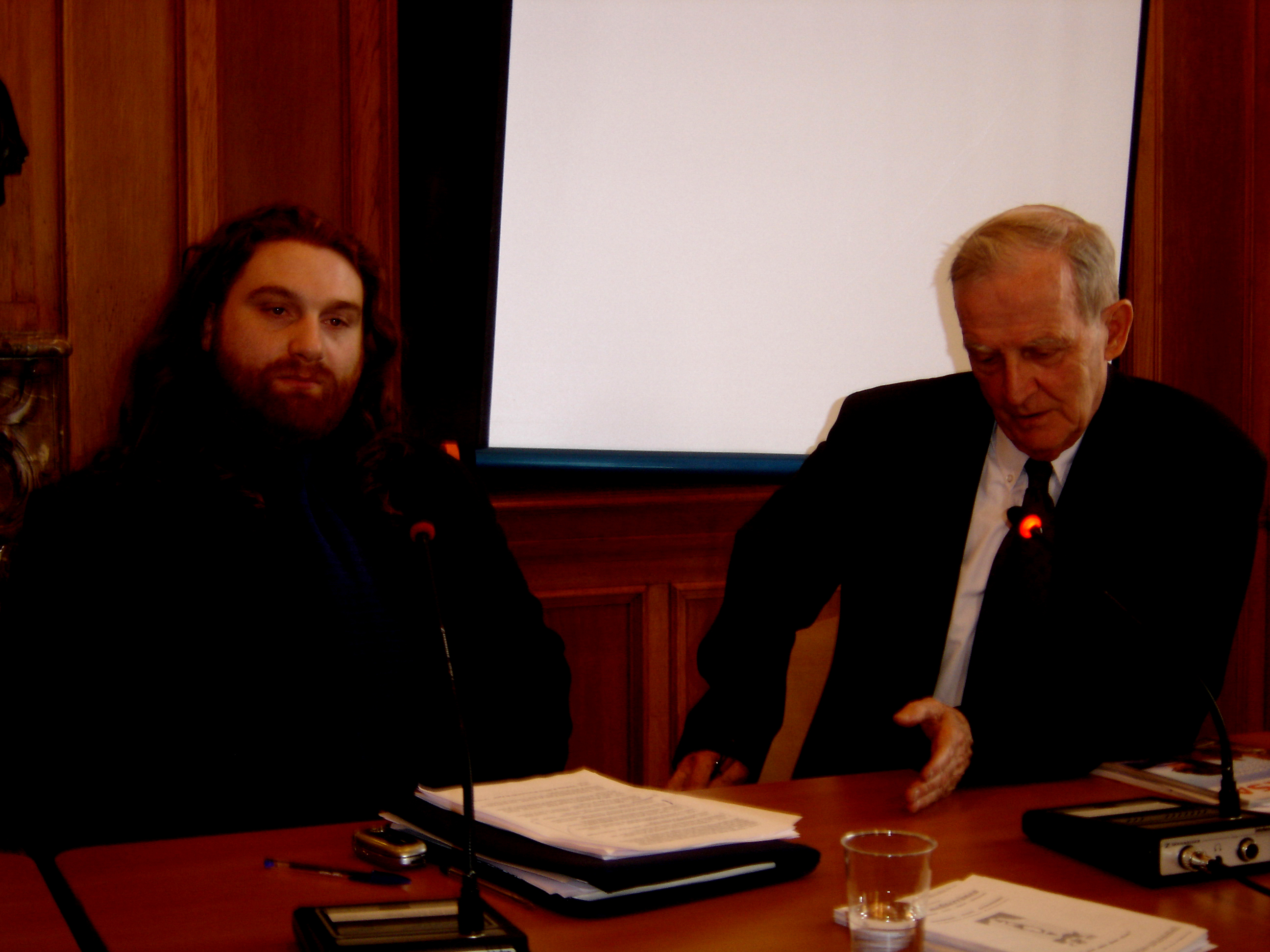
Le cinéaste Magà Ettori (Institut régional du cinéma et de l'audiovisuel) et Edmond Simeoni (Corsica Diaspora) au palais du Luxembourg lors d'un débat sur la diversité culturelle en 2004.

Edmond Simeoni est le président fondateur de l'association Corsica Diaspora et Amis de la Corse (Journée mondiale de la Corse et université citoyenne de Corsica Diaspora, forum Citoyen mondial). En mai 2010, dans le cadre du Festival international de la diversité culturelle (UNESCO), Edmond Simeoni et le réalisateur Magà Ettori (président de l'IRCA) animent un colloque qui invite à débattre de la diversité culturelle et des minorités culturelles : « La diversité culturelle dans le 7e art » et « Les minorités culturelles : une lutte complexe et permanente ».

## Publications
- 1975 : Le Piège d’Aleria, édition Lattes
- 1985 : La Volonté d’être, éditions Albiana
- Avec Pierre Dottelonde, Un combat pour la Corse, Le Cherche Midi, 2003
- 2008 : Lettre aux femmes corses, éditions DCL - stamparia Sammarcelli

## Prix
- Prix Coppieters 2018[15]